# Маринич Григорій Васильович
Маринич Григорій Васильович (* 17 (29) листопада 1876, с. Гупалівка Новомосковського повіту Катеринославської губернії, нині - Магдалинівського району Дніпропетровської області — † 11 квітня 1961, Дніпропетровськ) — український драматичний актор характерного плану і співак (тенор).
Виступав у трупах П. Саксаганського, І. Карпенка-Карого, в Театрі Миколи Садовського (1911—1914), в Дніпропетровському музично-драматичному театрі імені Тараса Шевченка.
Народний артист УРСР (1943).

## Життєпис
Григорій Маринич народився 17 (29) листопада 1876 на Катеринославщині.
Рано залишившись без батька, був змушений наймитувати. В юнацькі роки служив у Полтавському кадетському корпусі. Під час російсько-японської війни воював на фронті, звідки повернувся зі срібною Георгієвською медаллю “За хоробрість”.
Любов до пісень і поезії привели його на театральну сцену. Спочатку він грав  в аматорських драматичних гуртках, а з 1906 року пройшов велику акторську школу у трупах корифеїв театру Панаса Саксаганського та Івана Карпенка-Карого. 
1910 року виступав у трупі антрепренера Т. Колесниченка.
В 1900-х роках брав участь у перших звукозаписах на патефонну платівку українських пісень і декламацій (в тому числі на слова М. Л. Кропивницького), зокрема є відомості про запис вокальних творів Марка Лукича «За сонцем хмаронька пливе» і «Де ти бродиш, моя доле» у виконанні дуету Грицька Маринича (тенор) й Уколова (баритон).
З 1911 до 1914 виступав у знаменитому Театрі Миколи Садовського. 
1917-1918 — в Національному зразковому театрі.
1919 — в Народному театрі на чолі з П. Саксаганським.
З 1920 — в Українському драматичному театрі ім. Т. Шевченка і Полтавському театрі. 
1921—1924 — в аматорському театрі в Курську.
З 1925 до 1957 — актор Дніпропетровського музично-драматичного театру імені Тараса Шевченка. 
В 1943 році Григорію Васильовичу було присвоєно звання Народного артиста УРСР.
У театрі імені Т. Шевченка в Дніпропетровську актор працював з дня його заснування і до кінця своєї творчої діяльності. За той час створив сотні образів. Дід Кирило у п’єсі “Дві сім’ї” Марка Кропивницького, війт в “Украденому щасті” Івана Франка, Терешко Сурма в “Суєті” Івана Карпенка-Карого. Вважається майстром епізоду.
Племінником Григорію Мариничу доводився заслужений діяч мистецтв Білорусі  живописець Іван Семенович Дмухайло (1914-2007), народжений у с. Топчине неподалік від Гупалівки, і померлий у Мінську.

## Ролі
Григорій Маринич зіграв близько 500 ролей:
- Бобчинський («Ревізор» М. Гоголя)
- Сват («Назар Стодоля» Т. Шевченка)
- Свідок («По ревізії» М. Кропивницького)
- Куць («Лісова пісня» Л. Українки)
- Ганчірник Горнінч («Ткачі» Г. Гауптмана, переклад Л. Українки)
- Бублик («Платон Кречет» О. Корнійчука)
- Терешко Сурма («Суєта» І. Карпенка-Карого)
- Боцман Бухта, дід Тарас («Загибель ескадри», «В степах України» О. Корнійчука)
- Пікалов («Любов Ярова» К. Треньова)
- Дід Кирило («Дві сім’ї» М. Кропивницького)
- Війт («Украдене щастя» І. Франка)

У театрі Садовського:
- Чорт Куций («Зачароване коло» Л. Риделя)
- Татарин («Лісова квітка» Л. Яновського)
- Стецько («Зальоти соцького Мусія» М. Кропивницького)
- Глухонімий горбань Жорж («Жарт життя» С. Черкасенка)

## Мемуари Григорія Маринича
- Маринич Г. Марко Лукич Кропивницький // Збірник статей, спогадів і матеріалів. — К.: «Мистецтво», 1955.
- Маринич Г. Спогади про Івана Тобілевича. — Радянське мистецтво, 1945.
- Маринич Григорій. Про Дмитра Яворницького// Іван Шаповал. Козацький батько. Кривий Ріг, 1998. - С. 102-104.